# Coriandria
Coriandria là một chi ốc biển nhỏ, là động vật thân mềm chân bụng sống ở biển trong họ Cingulopsidae.

## Các loài
Các loài trong chi Coriandria gồm có:
- Coriandria caribaea Faber, 2005[2]